# TSR Góra Parkowa
TSR Sanok / „Góra Parkowa” – telewizyjna stacja retransmisyjna umieszczona na maszcie o wysokości 38 m, znajdująca się w Sanoku na szczycie Góry Parkowej. Użytkownikiem stacji jest EmiTel.
Został powołany społeczny komitet budowy telewizyjnej stacji przekaźnikowej, który w marcu 1971 dysponował dokumentacją techniczną jej wykonania oraz zgromadzonymi częściowo środkami finansowymi (koszt inwestycji szacowano wówczas na kilkaset tys. zł.). Wieża telewizyjna została przekazana do użytku 10 września 1971; obiekt powstał w czasie niespełna roku, kosztował prawie 1 mln zł., a stacja zapewniała wówczas odbiór telewizji mieszkańcom Sanoka i kilku okolicznych miejscowości. 15 lat później, we wrześniu 1986 wieża została podwyższona celem przystosowania do odbioru ówczesnego drugiego programu.
19 marca 2013 roku została zakończona emisja programów telewizji analogowej. Tego samego dnia rozpoczęto nadawanie sygnału trzeciego multipleksu w ramach naziemnej telewizji cyfrowej. 

## Transmitowane programy

### Programy telewizyjne - cyfrowe
| Skład multipleksu                                                                    | Częstotliwość | Kanał | Moc promieniowana nadajnika | Polaryzacja | Kompresja wizji |
| ------------------------------------------------------------------------------------ | ------------- | ----- | --------------------------- | ----------- | --------------- |
| MUX 3 - TVP1 HD - TVP2 HD - TVP3 Rzeszów - TVP Historia - TVP Sport HD - TVP Info HD | 538,00 MHz    | 29    | 0,010 kW.                   | pozioma     | MPEG-4          |

## Nienadawane analogowe programy telewizyjne
Programy telewizji analogowej wyłączone 19 marca 2013 roku.
| LP | Program | Częstotliwość | Kanał | Moc nadajnika | Polaryzacja |
| -- | ------- | ------------- | ----- | ------------- | ----------- |
| 1  | TVP1    | 207,25 MHz    | 10    | 0,020 kW      | pionowa     |
| 2  | TVP2    | 687,25 MHz    | 48    | 0,010 kW      | pozioma     |